# 吴氏宗祠门厅
吴氏宗祠门厅是一座明代祠堂，位于黄山市徽州区西溪南镇西溪南村的雷堨溪边，毗邻枫杨林。祠堂原为潜口镇金山下村废弃的吴氏家祠，建于明代中后期。2006年由西溪南村旅游公司收购，异地重建，开设民宿“溪边文苑”。改造时保留了原有的格局和文化特色，引入了现代生活美学元素，仿佛是一个微型植物园，在古老的徽派建筑基因里植入了休闲度假、文化体验等元素。西溪南的大姓也是吴姓。
吴氏宗祠门厅为徽州区文物保护单位。